# 여행의 책
《여행의 책》(프랑스어: le Livre du voyage)은 베르나르 베르베르가 1997년에 출판한 운문 형식의 문학으로 명상을 통한 영적인 여행을 유도하는 책이다. 이 책에서 베르베르는 책의 말을 듣고 책을 친구로 따르는 것으로 자기 자신으로의 여행을 유도한다.

## 비행을 하는 법
우선 아무도 당신을 귀찮아 하지 않는 시간을 가진다. 그 후, 숨을 쉰다. 평안하게 쉰다. 그러면서 상상한다. 심장에서 펌프질 해 나가는 혈액을, 손끝, 발끝에서 심장으로 돌아오는 혈액을. 그 후, 평안한 상태가 되었다고 생각하면 자신의 배꼽에서 하늘을 향해 빛이 나온다고 생각하라. 그 후, 자신의 혼이 자신을 나갔다고 생각하며 몸을 떠나간다. 몸 밖에서 자신을 볼 수 있다면 성공. 이제 그 빛을 잡고 하늘로 상승하라.

## 여행의 책의 세계들
공기의 세계
가장 먼저 여행하게 되는 세계로, 처녀비행인 만큼 비행하는 법부터 시작된다. 그 후, 티베트의 승려, 아메리카 인디언의 샤먼, 폭포 속의 수행자를 보며 세계의 어리석음을 깨닫게 된다.
흙의 세계
두 번째로 여행하게 되는 세계로, 여기서 여행자는 자신만의 안식처를 가지게 된다. 자기가 원하는 장소, 자기가 원하는 재료로 자신이 원하는 크기, 자신이 원하는 시설만큼 안식처를 만들고 독자의 친구들과 파티를 여는 것으로 힘든 일을 벗어나는 법을 배운다.
불의 세계
세 번째로 여행하게 되는 세계이다. 전쟁의 세계로, 자신과의 싸움이 시작된다. 두려움, 죽음 등과 싸운 후 끝에는 자기 자신과 싸우게 된다.
물의 세계
마지막으로 여행하게 되는 세계로, 여기서는 돌고래와의 수영을 통해 진리를 깨우치고 과거로가게 된다.

## 여행의 끝
이 모든 여행을 끝내면 독자는 다시 돌아가게 된다. 그리고 여행의 끝으로 자기 자신을 보게 된다. 이로써 독자는 한층 더 성장한 자신을 볼 수 있다.